# 2021年格拉那再也綫輕快鐵相撞事故
2021年格拉那再也线轻快铁相撞事故是指于该年5月24日晚間8時45分，在馬來西亞首都吉隆坡的格拉那再也綫輕快鐵甘榜峇魯站與城中城站之間的地下隧道所发生的列車相撞事故。意外导致列车上的213名乘客全數受傷，其中47人受重傷，166人蒙受輕傷。
在5月29日到至今，所有伤者已出院。此事件也是马来西亚轻快铁和捷运服务以来最严重的意外事故。

## 事故背景
格拉那再也綫（英語：Kelana Jaya Line，簡稱「KJL」），是巴生谷第五條列車路線，開通於1998年，為馬來西亞首條自動駕駛的列車系統和第二條輕快鐵線。格拉那再也綫與其他鐵路共同構成大吉隆坡/巴生谷綜合運輸系統，其路線編號為5，顏色則為亮粉紅色。格拉那再也綫前稱「布特拉綫」（Putra Line LRT），並由Projek Usahasama Transit Ringan Automatik Sdn Bhd（簡稱PUTRA）公司管理。現今所有的輕快鐵則由馬來西亞國家基建公司旗下的快捷通軌道管理。此輕快鐵系統共長46.4公里，是全球第三個無人駕駛的公共運輸系統。如今，每天有超過26萬名搭客使用格拉那再也綫通勤。
格拉那再也綫采用龐巴迪Innovia Metro系統，無人駕駛且達自動列車運行等級第四級，是自動駕駛系統的最高等級。格拉那再也綫開通時為當時世界上里程最長的無人駕駛輕快鐵系統。事故發生時承載213名乘客的列車為自動駕駛，另一列從反方向迎面而來的列車則因早前出現故障而正由一名駕駛員進行試跑。
涉事列車包括一列造於2009年的Innovia 200四節列車及一列造於2017年的Innovia 300四節列車。

## 事發經過

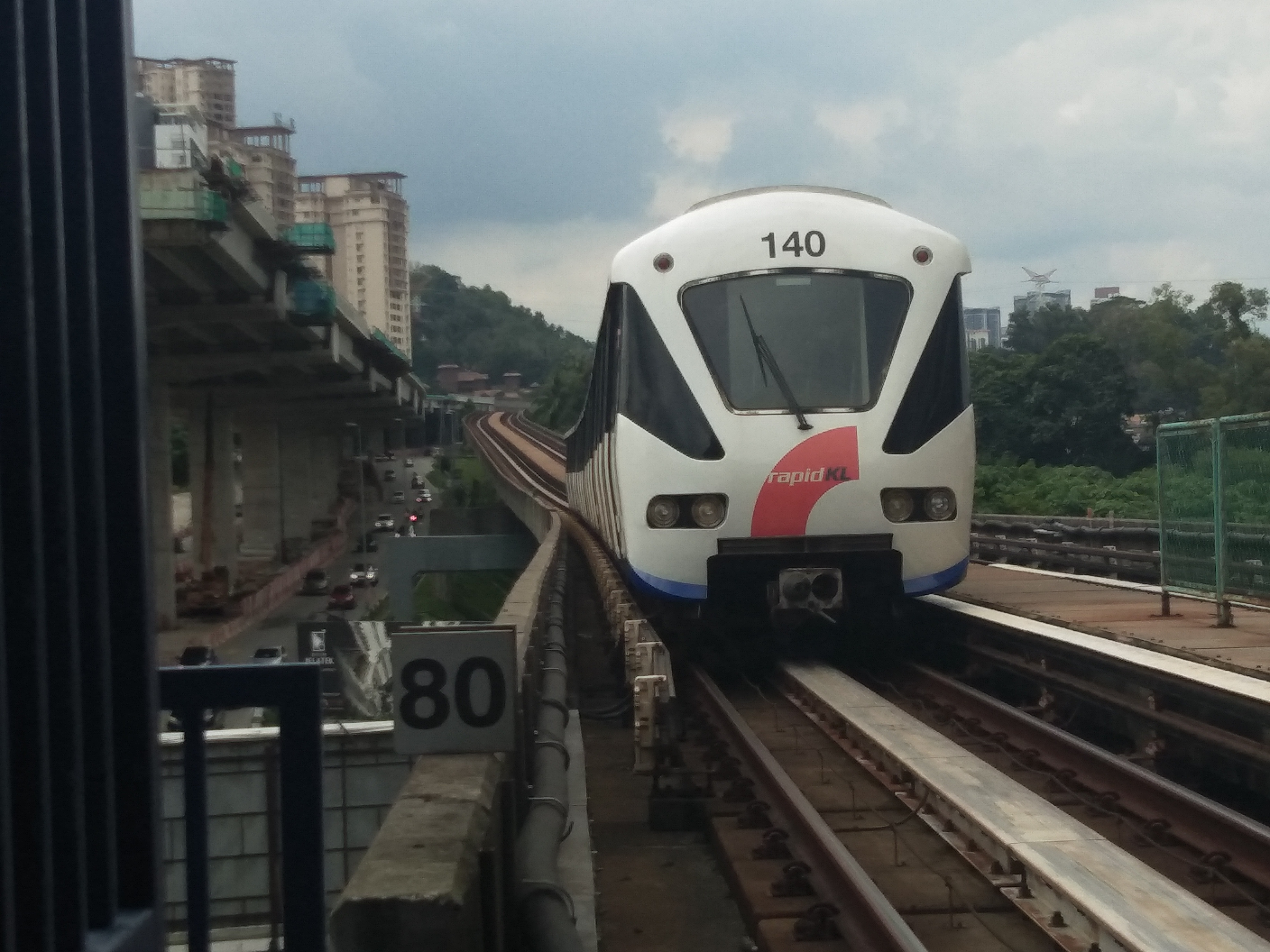
序号40的涉事列車

事故發生時，序號81的列車載有213名乘客，從城中城站往終點站布特拉高原站方向行駛，下一站為甘榜峇魯站。城中城站是格拉那再也綫較爲繁忙的車站之一，涉事乘客憶述時稱列車在停靠該站後開始稍顯擁擠。而序號40的列車是无載乘客的故障列车，因在甘榜峇魯站发生了技术故障由司机手动行駛往終點站格拉那再也站方向前進，下一站为金马律站，但因司机的失误把列车开往反方向前往城中城站，与载有213名乘客的序号81列车相撞。
有乘客稱事發當晚81號列車在城中城站停靠了約10分鐘，相比平日而言停靠時間更長。列車之後開動，離開城中城站往甘榜峇魯站行進約10秒鐘後，乘客聽見尖銳的摩擦聲響，隨之而來的是劇烈碰撞。81號列車與從反方向開來的40號列車相撞，站者被抛飛至數米之外，坐者也因巨大撞擊力跌坐在車廂地板上。車廂前方擋風玻璃與車内多個玻璃制鏡片碎裂，導致多名乘客割傷流血，更有多名乘客被抛落至地板后疼痛得無法移動，甚至大量出血。事發時81號列車運行時速為每小时40公里，40號列車時速則爲每小时20公里。
營運商快捷通軌道于晚间8時50分在社交媒体上宣布列车服务延迟，並在9时05分证实意外發生：
|                             | Ladies and gentlemen, we regret to inform that LRT Kelana Jaya line is experiencing an incident, specifically trains number 40 and 81. 先生及女士们，很遗憾地通知您格拉那再也线发生意外事故，涉事列車序號為40和81號。 |
| ——Rapid KL，5月24日官方聲明 | |

有乘客起初以爲發生爆炸事件。事故發生約15分鐘後，救援人員趕到並把受傷的乘客移出車廂，在城中城站月臺進行急救後把乘客送往醫院救治。64名傷者被送往吉隆坡中央醫院緊急部門接受治療，其中六人情況危急且有三人需要插管，15人處於中度危險（semi-critical）情況，另外43名傷者傷勢輕微。
5月25日早晨6点，格拉那再也綫恢复运营，列车在达迈站和中央艺术坊站之间的单轨上运行，并由提供接驳巴士。引入了5辆双层巴士，以补充中央艺术坊站和安邦購物中心站之间的路线。这些巴士每 
15至20分钟一班，将在两个车站之间载客至任一车站。而两俩涉事列车于5月27日的凌晨成功从轨道上移出，比之前承诺的三天要早，并在受影响的路段进行轨道维修。事故发生四天后，该线路于5月28日下午 3恢复正常运营。
在5月29日到至今，所有伤者已出院，但两俩涉事列车已严重损坏。

## 反應
- 金馬警區主任莫哈末再納助理總監指意外可能因列車指揮中心溝通失誤而發生[4]。
- 馬來西亞交通部長魏家祥稱這是輕快鐵正式開通的23年以來首次發生嚴重事故，並承諾將設立專責委員會，在事故發生兩周内完成徹查。[4]
- 馬來西亞首相慕尤丁嚴正看待此次意外，他表示所有傷者應即刻獲得救治，且下令交通部及國家基建公司徹查肇事原因。[8]
- 馬來西亞國家基建公司主席達祖丁·阿都拉曼在事後記者會上表現得輕浮傲慢，將列車相撞事件戲稱為「列車相吻」，並以國籍身份攻擊外國女記者而受到網友撻伐，#LetakJawatanTajuddin（達祖丁辭職）更登上馬來西亞推特熱門話題，網路上也發起了促請達祖丁下臺的請願[9]。馬來西亞財政部隨後革除其在国家基建公司的主席職務[10]。

## 列车意外事件
马来西亚的轻快铁和单轨列车自從投入服务以来曾发生較大意外。
2002年8月16日，吉隆坡单轨列车于隆市苏丹依斯迈路进行试跑时，《马新社》高级记者大卫（David Chelliah）在新建成的轨道下行走，一个14公斤重的单轨列车车轮掉下击中大卫的头部，酿成其颅骨裂成8块，影响他的工作能力和正常生活。大卫于2003年3月入禀吉隆坡民事高庭，要求500万令吉赔偿。案件拖了近10年，直到2012年双方才达成和解。
2006年10月27日，一辆六车厢列車在安邦綫冼都東站的盡頭發生脫軌意外，列車的半截車廂衝出軌道，懸掛於30米的半空中，導致該站停止服務逾20分鐘，无人在这场意外中受伤。
2007年11月24日，一輛临近冼都東站的六節车厢列車的中间两节发生车厢脫軌意外，造成十名乘客受困，无人受伤。
2008年9月24日，大城堡线发生意外，两辆六车厢列車在武吉加里爾站发生碰撞。一列轻快铁列车從新街场站方向駛至該站约200米外停下，後另一列轻快铁列车从后方撞上，造成六名乘客受伤。
2015年7月22日，格拉那再也綫單日内发生兩起意外，两輛列车分别在斯迪亞旺沙站和大学站因列车制动器故障导致列车底部冒烟，无人受伤。
2016年9月9日，一辆格拉那再也线的轻快铁，在拿督克拉末站和达迈站之间停驶。乘客受困于车厢内长达20分钟，直到轻快铁工作人员前来救援，从外面打开车门。乘客被迫冒雨沿着铁轨走回站台,无人在这场意外中受伤。
2017年9月9日，一辆轻快铁列车在斯迪亚旺沙站和城中城站之间突然停止行驶，导致乘客被困在火车上20分钟。
2018年8月22日，一辆载有约40名乘客的轻快铁列车在SS18站，因为突然停止行驶而导致车门出现故障，乘客被困了近20分钟。
2021年4月12日，因当天下大雨有一颗倒下的树木和树枝导致安邦线和大城堡线的火车服务停止,当局急于疏散乘客，乘客被困在那里，整个过程耗时三个小时，无人受伤。
这起造成47人受重伤和166人受轻伤的2俩列车相撞事故是马来西亚轻快铁服务以来最严重的事故。

## 其它列車相撞事故
2000年以来造成200人以上伤亡的部分列車相撞事故：
- 2005年巴基斯坦科德吉列车相撞事故造成超过130人死亡，多人受伤。
- 2008年中國胶济铁路列车相撞造成72人死亡，416人受伤。
- 2010年印度塞恩提亚车站列车相撞事故造成66人死亡，165人受伤。
- 2011年中国甬台温铁路列车追尾事故造成40人死亡，172人受伤。
- 2012年阿根廷布宜諾斯艾利斯火車事故造成49人死亡，超过600人受伤。
- 2013年南非比勒陀利亚列车相撞事故造成超过300人受伤。
- 2013年阿根廷布宜诺斯艾利斯铁路事故造成至少3人死亡，315人受伤。
- 2014年韩国首爾地鐵追撞造成388人受伤。
- 2015年南非约翰内斯堡列车相撞事故造成1人死亡，240人受伤。
- 2016年哥斯达黎加帕瓦斯列车相撞事故造成至少200人受伤。
- 2018年南非盖尔登休斯地铁追尾事故造成226人受伤。
- 2019年南非比勒陀利亚列车相撞事故造成至少4人死亡，至少620人受伤。
- 2021年埃及索哈杰火车相撞事故造成19人死亡，185人受伤。